# أوسكار بيستوريوس

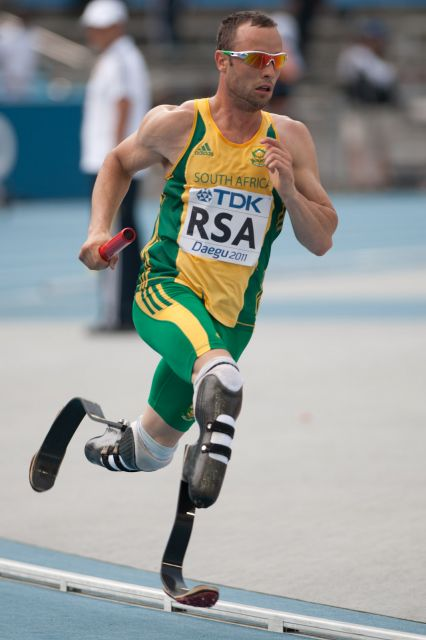

أوسكار بيستوريوس (مواليد 22 نوفمبر 1986) (بالإنجليزية: Oscar Pistorius) هو عداء سباقات جنوب أفريقي. بيستوريوس هو أول عداء مبتور الساقين يشارك في الألعاب الأولمبية.
في 14 فبراير 2013، تم اتهامه بإطلاق النار على صديقته ريفا ستينكامب وقتلها.

## روابط خارجية
- أوسكار بيستوريوس على موقع الاتحاد الدولي لألعاب القوى (الإنجليزية)
- أوسكار بيستوريوس على موقع الدوري الماسي (الإنجليزية)
- أوسكار بيستوريوس على موقع اللجنة الأولمبية الدولية (الإنجليزية)
- أوسكار بيستوريوس على موقع Paralympic.org (الإنجليزية)
- أوسكار بيستوريوس على موقع IPC.InfostradaSports.com (مؤرشف) (الإنجليزية)
- أوسكار بيستوريوس على موقع أوليمبيديا (الإنجليزية)